# Althea Gibson
Althea Gibson (Silver, Clarendon County, South Carolina, 25 augustus 1927 – East Orange, Essex County, New Jersey, 28 september 2003) was een tennisspeelster uit de Verenigde Staten van Amerika.

## Biografie
Gibson was de eerste zwarte tennisser (m/v) die een grandslamtoernooi wist te winnen. Zij won in totaal vijf grandslamtitels in het enkelspel:
- Roland Garros: 1956
- Wimbledon: 1957 en 1958
- US Open: 1957 en 1958

In het dubbelspel won zij daarnaast nog zes titels:
- Australian Open: 1957 (met Shirley Fry)
- Roland Garros: 1956 (met Angela Buxton)
- Wimbledon: 1956 (met Angela Buxton), 1957 (met Darlene Hard) en 1958 (met Maria Bueno)
- US Open: 1957 (gemengd dubbelspel met Kurt Nielsen)

In 1957 en 1958 nam Gibson deel aan het Amerikaanse Wightman Cup-team. Tevens werd zij in diezelfde jaren uitgeroepen tot Amerikaans sportvrouw van het jaar.
In 1958 stopte zij met amateurtennis. In dat jaar schreef zij haar autobiografie: I always wanted to be somebody.
In 1960 reisde zij rond met de Harlem Globetrotters om demonstratietennis te spelen.
In 1959 bracht Gibson een lp-album uit: Althea Gibson Sings. In datzelfde jaar speelde zij de rol van Lukey in de speelfilm The Horse Soldiers. Later, in 1966, speelde zij ook een rol in een aflevering getiteld Play to win van een Amerikaanse tv-serie (Thirty-Minute Theatre), die op 7 november 1966 werd uitgezonden.
In de periode 1964–1978 was Gibson beroepsgolfspeelster, maar daarin was zij niet echt succesvol.
In 1971 werd Gibson opgenomen in de internationale Tennis Hall of Fame.
In de periode 1971–1973 pakte Gibson het tennissen weer op, maar nu in de professionele status. In 1973 bereikte zij in het dubbelspel de eerste ronde van het US Open.
Gibson overleed op 76-jarige leeftijd in New Jersey aan de gevolgen van kanker.

## Resultaten grandslamtoernooien
| Legenda | Legenda                          |
| ------- | -------------------------------- |
| g.t.    | geen toernooi gehouden           |
| l.c.    | lagere categorie                 |
| –       | niet deelgenomen                 |
| G       | uitgeschakeld in de groepsfase   |
| 1R      | uitgeschakeld in de eerste ronde |
| 2R      | uitgeschakeld in de tweede ronde |
| 3R      | uitgeschakeld in de derde ronde  |
| 4R      | uitgeschakeld in de vierde ronde |
| KF      | uitgeschakeld in de kwartfinale  |
| HF      | uitgeschakeld in de halve finale |
| F       | de finale verloren               |
| W       | het toernooi gewonnen            |
| w-v     | winst/verlies-balans             |

### Enkelspel
| Toernooi        | 1950  | 1951  | 1952  | 1953  | 1954  | 1955  | 1956  | 1957  | 1958  | SR     |
| --------------- | ----- | ----- | ----- | ----- | ----- | ----- | ----- | ----- | ----- | ------ |
| Australian Open | –     | –     | –     | –     | –     | –     | –     | F     | –     | 0 / 1  |
| Roland Garros   | –     | –     | –     | –     | –     | –     | W     | –     | –     | 1 / 1  |
| Wimbledon       | –     | 3R    | –     | –     | –     | –     | KF    | W     | W     | 2 / 4  |
| US Open         | 2R    | 3R    | 3R    | KF    | 1R    | 3R    | F     | W     | W     | 2 / 9  |
| SR              | 0 / 1 | 0 / 2 | 0 / 1 | 0 / 1 | 0 / 1 | 0 / 1 | 1 / 3 | 2 / 3 | 2 / 2 | 5 / 15 |

SR = verhouding tussen aantal gewonnen en gespeelde toernooien.

### Vrouwendubbelspel
| Toernooi        | 1956 | 1957 | 1958 |    | 1973 |
| --------------- | ---- | ---- | ---- | -- | ---- |
| Australian Open | –    | W    | –    | –  |      |
| Roland Garros   | W    | –    | –    | –  |      |
| Wimbledon       | W    | W    | W    | –  |      |
| US Open         | –    | F    | F    | 1R |      |

### Gemengd dubbelspel
| Australian Open | –  | HF | – | g.t. | g.t. | g.t. |
| Roland Garros   | KF | –  | – | –    | –    | –    |
| Wimbledon       | F  | F  | F | –    | –    | –    |
| US Open         | –  | W  | – | 1R   | 1R   | 1R   |